# 山口車両基地
山口車両基地（やまぐちしゃりょうきち）は、埼玉県所沢市上山口にある西武鉄道の車両基地。山口線（レオライナー）の車両を扱っている。西武球場前駅そば、西武ドームの北東（旧・西武第三球場となり）に位置する。

## 概要
構内には36 mのピット線が1線、洗浄線が1線ある。
山口車両基地では重要部検査・全般検査は行っておらず、これらの検査時には武蔵丘車両検修場へトラックにより輸送される。構内には、積み下ろし用のホイストクレーンを備えている。

## 車両
- 8500系（所属は小手指車両基地）

## 歴史

### 年表
- 1985年（昭和60年）4月25日 - 山口線西武遊園地駅（現：多摩湖駅） - 西武球場前駅間開業と同時に使用開始。